# Vittorio Veneto (stad)
Vittorio Veneto is een stad in de Italiaanse regio Veneto en behoort tot de provincie Treviso.
Vittorio Veneto ligt aan de voet van de Trevisaanse Vooralpen. Dwars door het centrum stroomt het riviertje de Meschio. De plaats is in 1866 ontstaan door de samenvoeging van de plaatsen Serravalle en Ceneda. De stad is vernoemd naar Victorio Emanuel II die op dat moment koning van Italië was. Van de twee stadsdelen is Serravelle het meest bezienswaardig, Ceneda is het modernere bedrijvige deel.
In de Romeinse tijd was Serravalle een belangrijk castrum. Tijdens de overheersing van de Longobarden was Ceneda een hertogelijke zetel tussen de rivieren Piave en Tagliamento. In de Late Middeleeuwen werd Serravelle, dankzij de familie de Camino weer het centrum van de zone. In 1337 kwamen de twee onder controle te staan van de Serenissima; Serravalle bleef hoofdplaats van het district. Ceneda genoot echter dankzij de ondergeschiktheid een rustiger bestaan. Door de openstelling van de belangrijke verbindingsweg Alemagne in 1830 kwamen de twee plaatsen nog dichter bij elkaar liggen. 36 jaar later was de vereniging een feit.
Aan het einde van de Eerste Wereldoorlog vond bij Vittorio Veneto het beslissende succesvolle Italiaanse offensief plaats dat leidde tot de Italiaanse overwinning en oorlogsbestand met het verslagen Oostenrijk-Hongaarse leger. In Ceneda is het Museo della Battaglia, dat in de 16de-eeuwse Loggia Cenedese gevestigd is, aan deze gebeurtenis gewijd.

## Bezienswaardigheden
Serravalle:
- Kerk "S. Giovanni Battista" (1372)
- Santuario di Santa Augusta (1450)

Ceneda:
- Kathedraal (Ceneda), (1740)
- Kasteel "San Martino"

## Geboren
- Renato Longo (1937-2023), wielrenner (veldrijder)
- Mirco Lorenzetto (1981), wielrenner
- Francesca Segat (1983), zwemster
- Tiziano Dall'Antonia (1983), wielrenner
- Andrea Poli (1989), voetballer
- Giorgio Cecchinel (1989), wielrenner
- Simone Andreetta (1993), wielrenner
- Stefano Gandin (1996), wielrenner

## Externe link

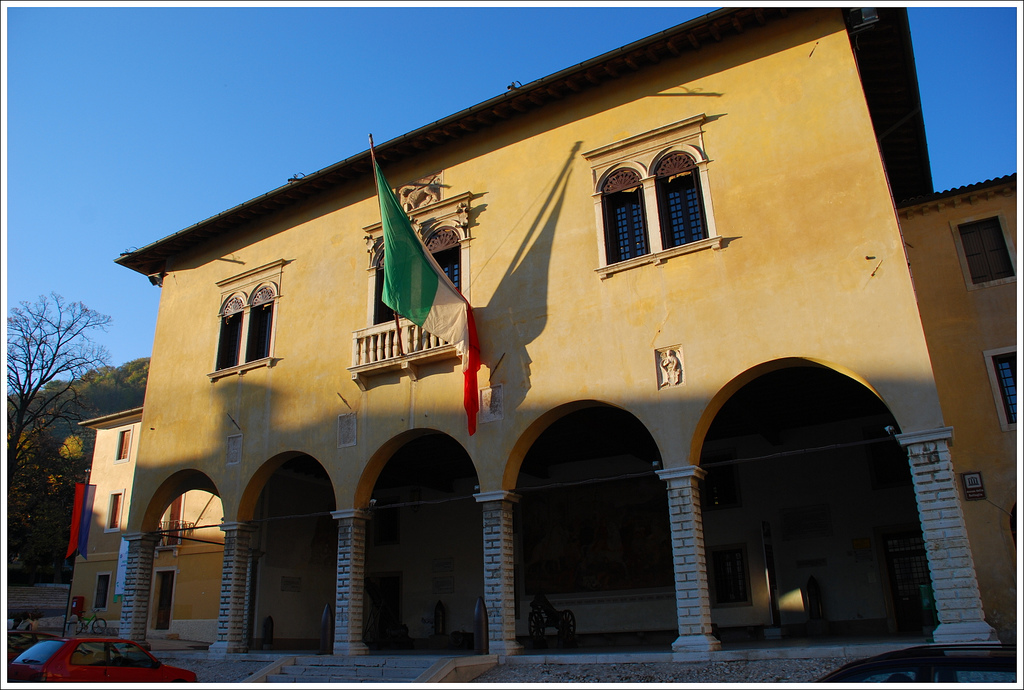
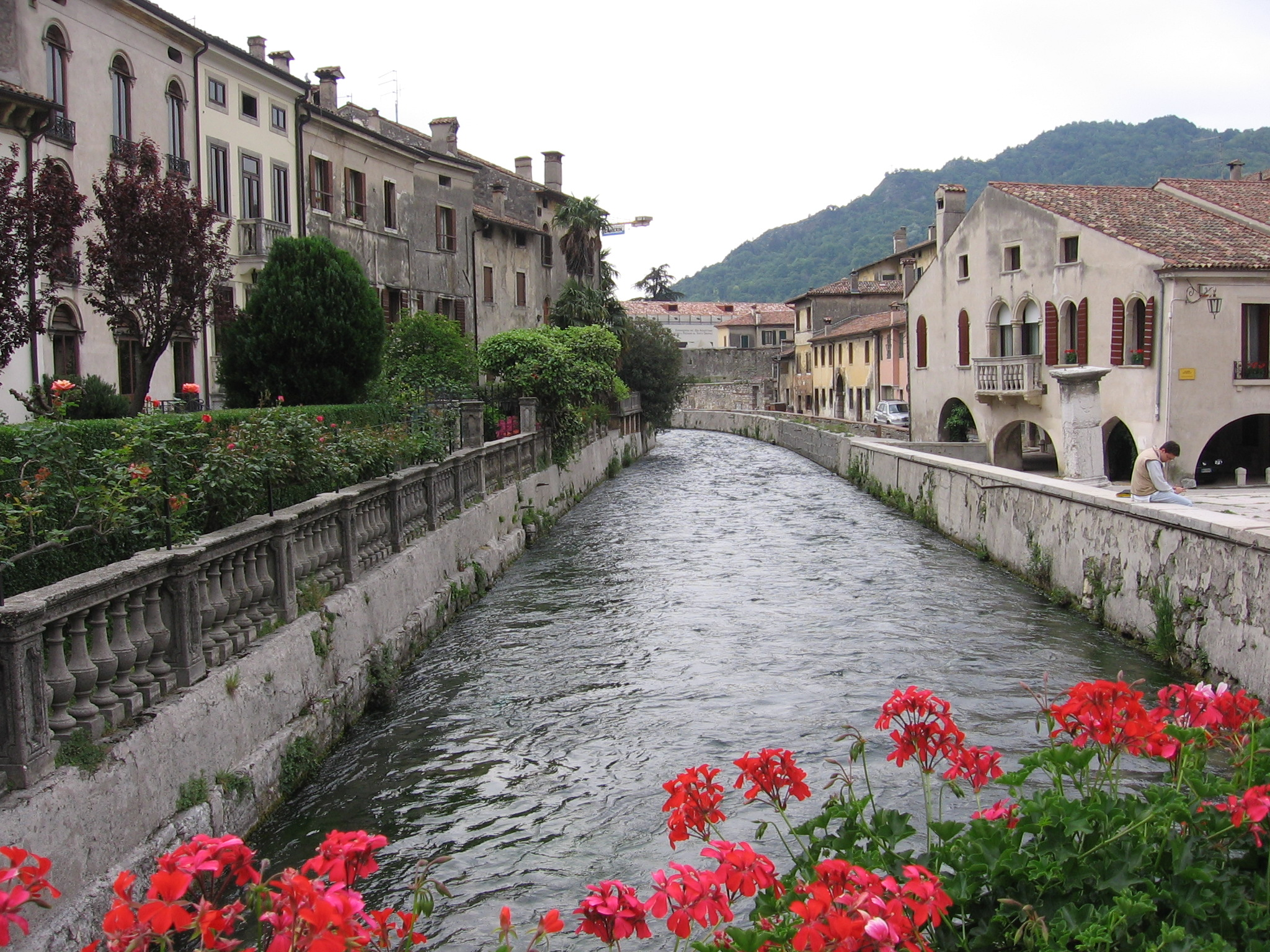
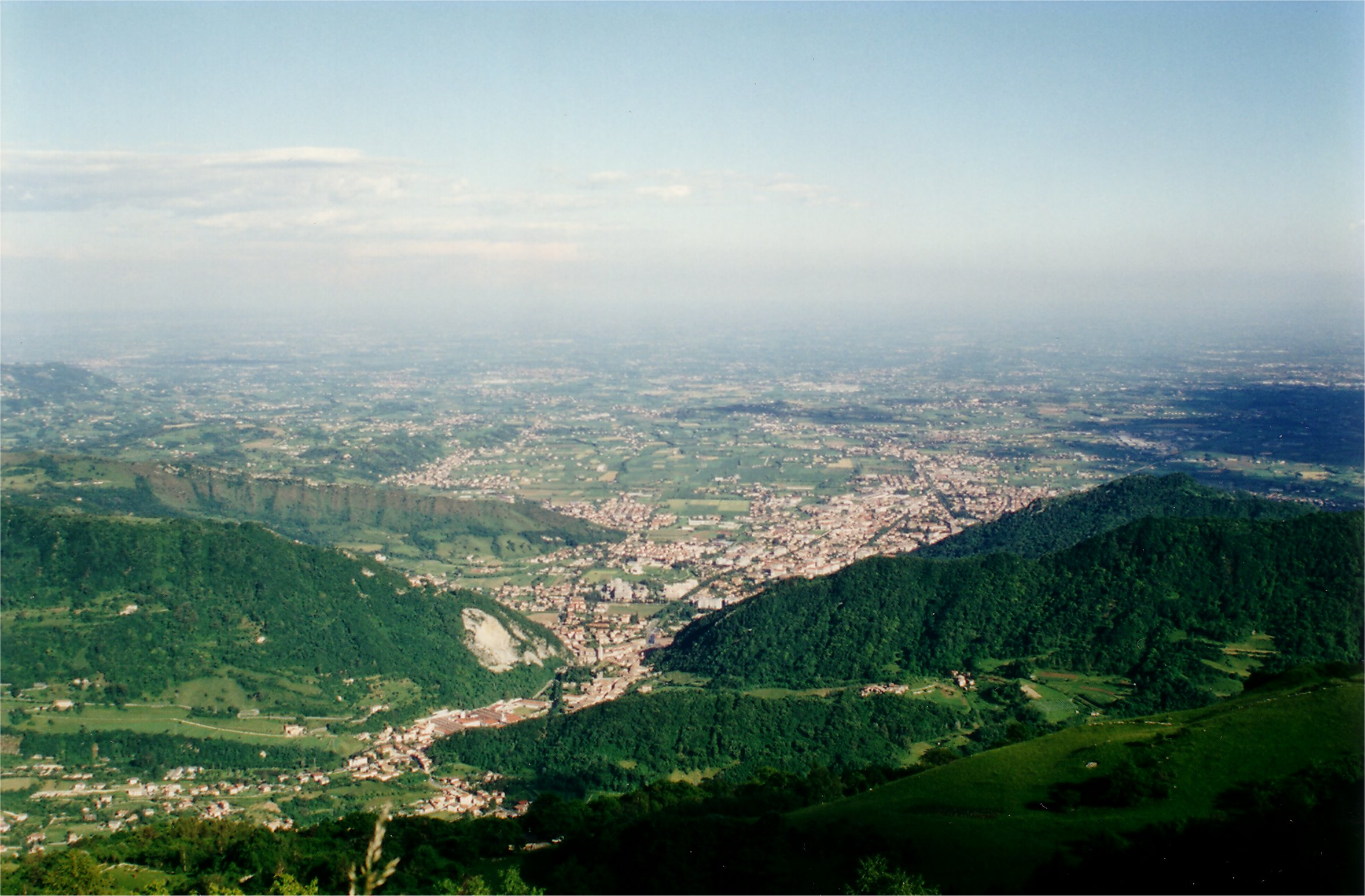
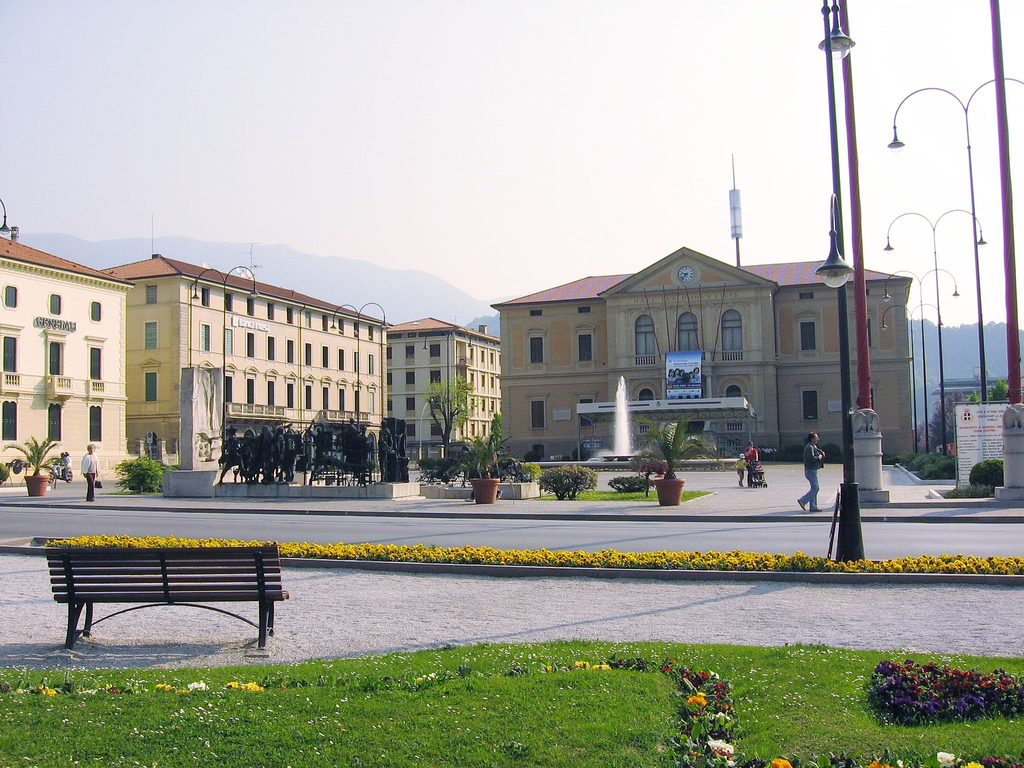
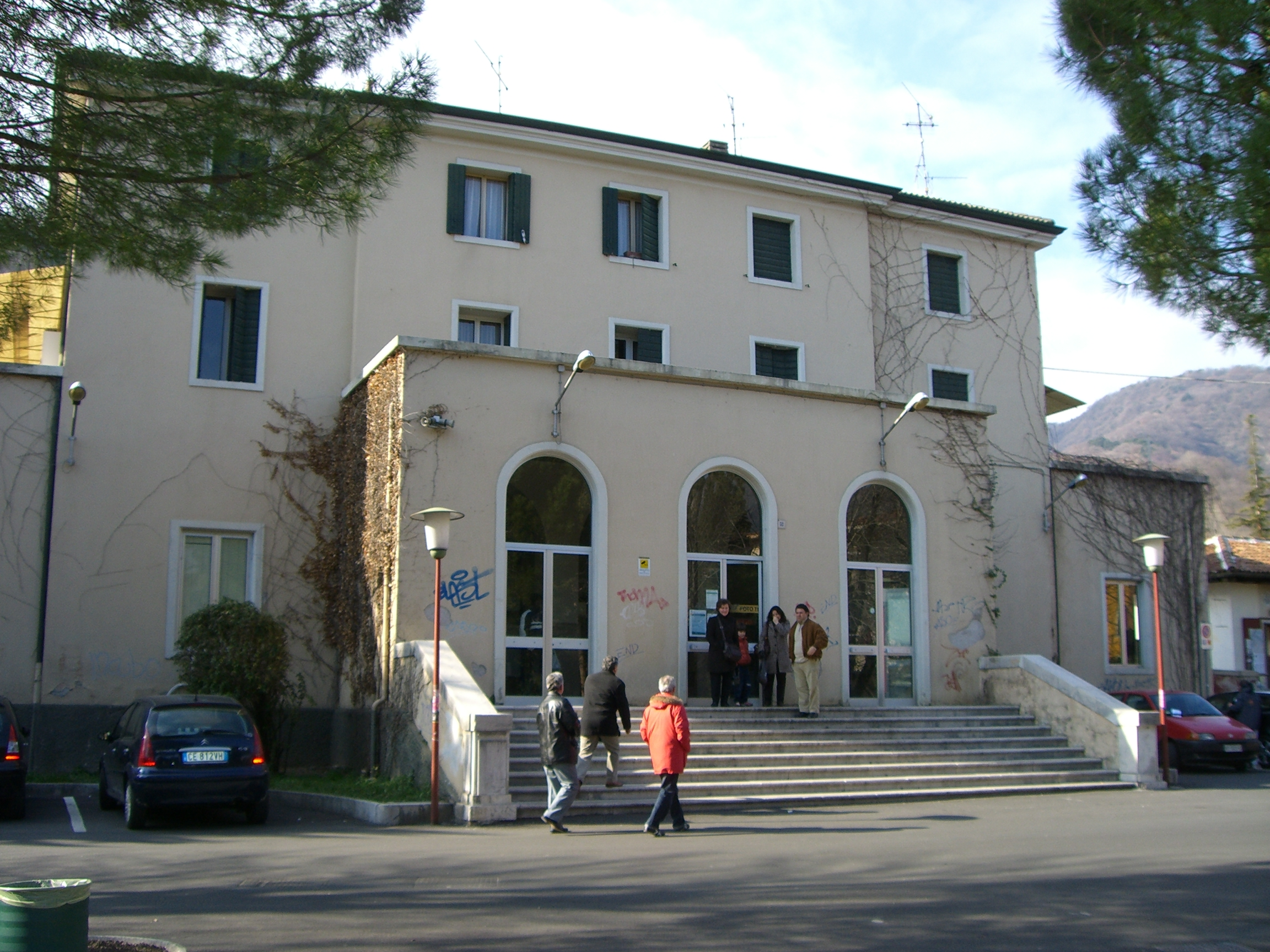